# Sybra parva
Sybra parva là một loài bọ cánh cứng trong họ Cerambycidae.